# Суховерхов (село)
Суховерхов (укр. Суховерхів) — село в Кицманской городской общине Черновицкого района Черновицкой области Украины.
До 2020 года входило в Кицманский район
Население по переписи 2001 года составляло 1881 человек. Почтовый индекс — 59307. Телефонный код — 3736. Код КОАТУУ — 7322588601.